# نورث هاتلي (كيبك)
نورث هاتلي (بالإنجليزية: North Hatley, Quebec)‏ هي بلدية محلية في كيبيك تقع في كندا في Memphrémagog Regional County Municipality. يقدر عدد سكانها بـ 654 نسمة ومساحتها 4.60 كم2 .